# Чула
Чула (рум. Ciula) — село у повіті Селаж в Румунії. Входить до складу комуни Летка.
Село розташоване на відстані 383 км на північний захід від Бухареста, 32 км на північний схід від Залеу, 64 км на північ від Клуж-Напоки.

## Населення
За даними перепису населення 2002 року у селі проживали 142 особи, усі — румуни. Усі жителі села рідною мовою назвали румунську.